# Грб Адигеје
Грб Адигеје је званични симбол једног од субјеката Руске федерације са статусом републике, Адигеје. Грб је званично усвојен 24. марта 1994. године

## Опис грба
Грб Републике Адигеје има кружни облик као печат, у коме на горњој ивици стоји трака са речима „Република Адигеја“ на черкеском и руском језику. У средини траке стоји велика звијезда, а на странама лишће храста, јавора (лијево), златно класје пшенице, кукуруза у клипу (десно). Круг затвара скраћеница од речи „Руска Федерација“, на којом је приказан национални овални сто са хљебом и сољу. У средини круга се налази јунак чувеног националног епа Сосруко са бакљом у руци и на свом летећем коњу.
Током средњег вијека, најчешћи симбол племена Адигеје био је коњаник, с тим да је и он и поље иза њега приказивано у сребрној боји.